# Hoya paziae
Hoya paziae ist eine Pflanzenart der Gattung der Wachsblumen (Hoya) aus der Unterfamilie der Seidenpflanzengewächse (Asclepiadoideae).

## Merkmale
Hoya paziae ist eine terrestrisch wachsende, strauchartige Pflanze, die eher seltener auch etwas epiphytisch klettert. Frische Triebe sind biegsam, ältere Triebe sind eher steif. Die Triebe sind wenig verzweigt und reichlich beblättert. Die Internodien sind ca. 4,5 cm lang. Die gegenständigen, dünnen, ledrigen Blätter sind ausgebreitet-aufsteigend mit kurzen Blattstielen. Die Blattstiele sind 3 bis 5 cm lang und im Querschnitt rund. Die Blattspreiten sind elliptisch, 6 bis 7 cm lang und 2,5 bis 3 cm breit. Der Apex der Spreite ist schnabelartig ausgezogen, die Basis ist gerundet. Sie sind auf Ober- und Unterseite kahl. Die Oberseite ist dunkelgrün und matt glänzend, die Unterseite ist etwas heller grün. Der Blattnervatur ist nur undeutlich, abgesehen von der sehr deutlichen, rinnig eingesenkten, etwas helleren Mittelrippe. Andeutungsweise sind etwa 5 oder 6 von der Mittelrippe ausgehende Sekundärrippen vorhanden. Die Ränder der Spreite sind etwas eingerollt, ebenso die Spitze.
Die doldenförmigen Blütenstände entspringen den Blattachseln oder auch außerhalb und enthalten nur 5 bis 7 Blüten. Der Blütenstandsstiel ist sehr kurz. Die fadenförmigen Blütenstiele sind 1,5 bis 2 cm lang und kahl. Die Kelchblätter sind schmal-elliptisch und auf der Außenseite flaumig behaart. Die radförmige Blütenkrone ist weiß und misst ausgebreitet im Durchmesser 1,4 bis 1,6 cm. Die Kronblätter sind etwa zur Hälfte verwachsen. Die schmal-dreieckigen Kronblattzipfel sind außen kahl, innen flaumig behaart. Die Ränder sind umgebogen, ebenso die Spitze der Zipfel. Die Nebenkrone ist purpurfarben. Die fleischigen, länglich-eiförmigen Nebenkronenzipfel sind ausgebreitet-leicht aufsteigend. Der innere Fortsatz ist schmal ausgezogen und kurz aufsteigend. Der äußere Fortsatz ist breit gerundet mit einem Höcker (Umbo) nahe dem Apex. Die Staubbeutelfortsätze überragen die innere Fortsätzen nicht. Die Zipfel sind unten rinnig, die Seiten weisen zwei längs verlaufende Rücken auf. Das Pollinarium weist lange Pollinia. In der Unterart montelbanensis sind sie 620 µm lang und 210 µm breit mit sehr breiten, hyalinen, äußeren Rändern, die sich über die gesamte Länge hinziehen. Die Caudiculae sind sehr kurz, die Pollinia setzen fast direkt am breiten, dreieckigen Corpusculum an. Das Corpusculum ist 280 µm lang, und 175 µm breit, die stumpfe Spitze zeigt nach unten. Die Blüten duften nicht.

## Ähnliche Art
Die Art ist nahe mit Hoya odorata Schltr. und Hoya cembra Kloppenb. verwandt. Alle Arten haben einen eher strauchartigen Wuchs als dass sie klettern. Hoya paziae unterscheidet sich aber durch die breiteren Blätter (im Verhältnis zur Länge), und die zipflig ausgezogenen Apices von den beiden anderen Arten. Die Blüten von Hoya odorata duften außerdem intensiv. Das Pollinarium von Hoya cembra unterscheidet sich deutlich: die Pollinien sind im Verhältnis zum Corpusculum wesentlich kürzer bzw. das Corpusculum wesentlich größer. Die Caudiculae sind mäßig lang. Auch die Pollinien von Hoya odorata sind mit kurzen Caudiculae mit dem Corpusculum verbunden.

## Geographische Verbreitung und Habitat
Die Art kommt am Mt. Halcon auf der Insel Mindoro, Philippinen vor. Elmer D. Merrill fand sie dort in einem moosreichen Bergregenwald in 900 m über Meereshöhe. Weitere Funde wurden in der Provinz Antique auf der Insel Panay gemacht.

## Taxonomie
Das Taxon wurde 1990 von Robert Dale Kloppenburg beschrieben. Elmer D. Merrill fand den Holotyp im November 1906 und übergab das Material Rudolf Schlechter zur Publikation, der das Taxon Hoya eugenioides nennen wollte, wie auf dem Herbarblatt vermerkt ist. Allerdings kam es nie zur Publikation. Der Holotypus ist im Herbarium des Botanischen Garten Berlin unter der Nummer #5618 aufbewahrt. Die Datenbank Plants of the World online akzeptiert Hoya paziae als gültiges Taxon. Robert Dale Kloppenburg benannte die Art nach seiner Frau Paz, deren Name Frieden bedeutet.
Das Taxon wird derzeit in zwei Unterarten unterteilt:
- Hoya paziae subsp. paziae
- Hoya paziae subsp. montelbanensis Kloppenburg (2019)[4]